# Letizia
Letizia  è un nome proprio di persona italiano femminile.

## Varianti
- Maschili: Letizio[4]

### Varianti in altre lingue
- Asturiano: Ledicia[6]
- Catalano: Letícia[6]
- Francese: Laetitia[2]
- Galiziano: Ledicia[6]
- Inglese: Letitia[2][5], Laetitia[5], Latisha[2]
  - Ipocoristici: Lettie[2], Letty[2], Tisha[2], Titty[2]
- Latino: Lætitia[1], Laetitia[6]
- Medio inglese: Lettice[2][5], Letice[5], Lettyce[5], Lettys[5]
  - Ipocoristici: Letty[5]
- Polacco: Letycja
- Portoghese: Letícia[2]
- Russo: Летиция (Leticija)
- Spagnolo: Leticia[2][5][6]
- Tardo latino: Laetitia[2]
- Ungherese: Letícia

## Origine e diffusione

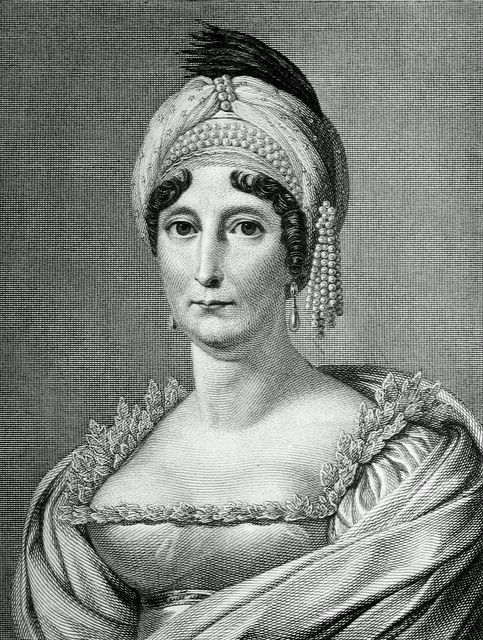
Letizia Ramolino

Nome affettivo e augurale, che continua il latino Laetitia, letteralmente "gioia", "felicità", "allegria" (dall'aggettivo laetum, "lieto"; dalla stessa radice viene in alcuni casi fatto derivare il nome Leto). Ha significato analogo ai nomi Eufrasia, Gioia e Felicita.
Era portato, nella mitologia romana, da Letizia, dea dell'abbondanza, della fertilità e della gioia. In Inghilterra cominciò ad essere usato in epoca medievale, nel XII secolo, perlopiù nella forma vernacolare Lettice; nel XVIII secolo venne ripreso nella forma Letitia. Per quanto riguarda l'Italia (dove è attestata anche una rarissima forma maschile, Letizio), la sua diffusione potrebbe essere in parte dovuta al fatto di essere stato portato dalla madre di Napoleone, Letizia Ramolino, il cui nome Carducci commentò con le parole: «Bel nome italico, che ormai sventura suona nei secoli». La sua ripresa sul finire del Novecento è stata aiutata da "Donna Letizia", uno pseudonimo con cui Colette Rosselli teneva una serie di rubriche di galateo su alcuni settimanali.

## Onomastico
L'onomastico si festeggia in memoria di santa Letizia, santa dall'esistenza piuttosto oscura venerata soprattutto in Spagna la cui memoria cade, a seconda delle fonti, il 13 marzo, il 9 luglio o il 21 ottobre.

## Persone

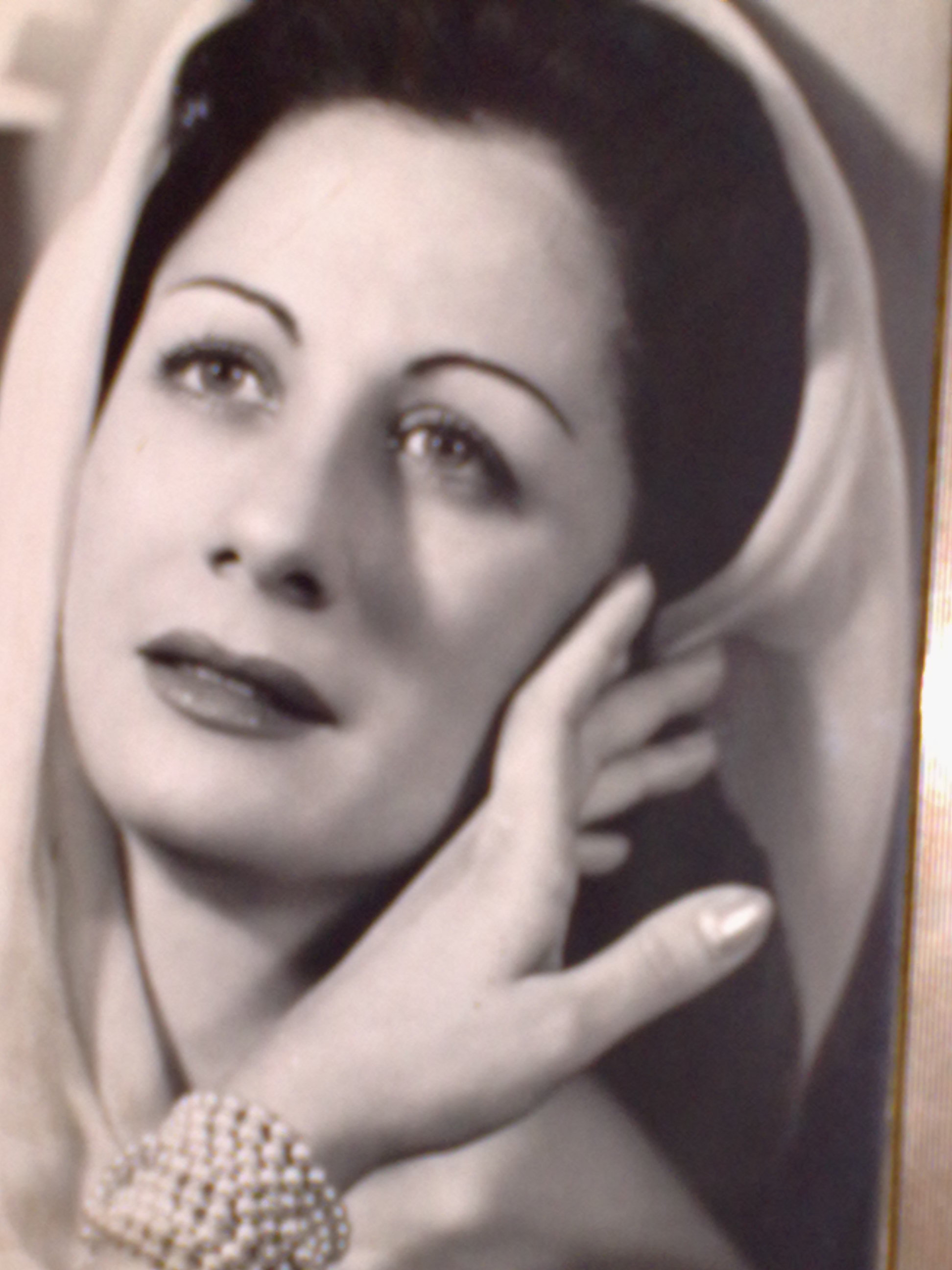
Letizia Giss

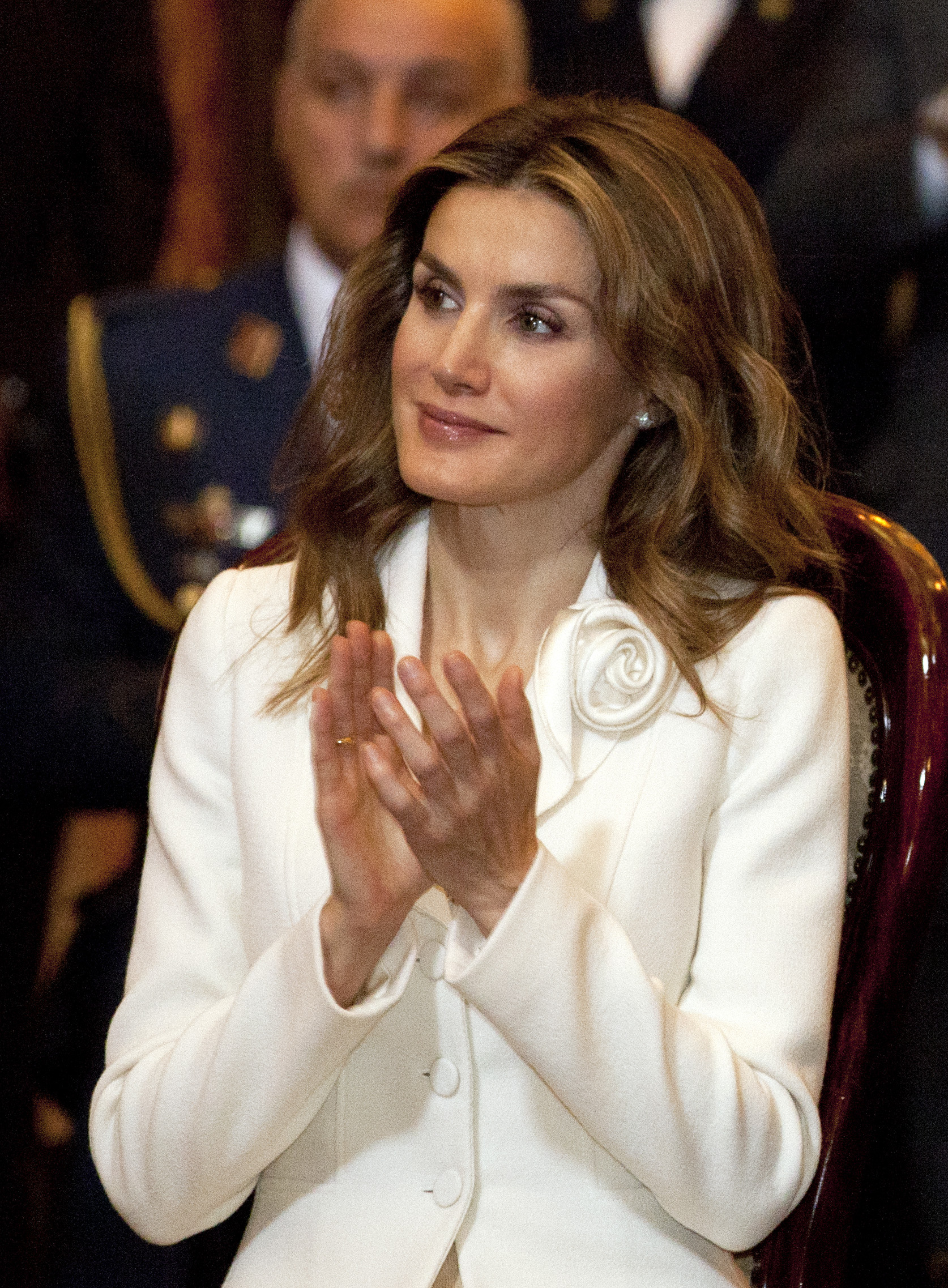
Letizia Ortiz

- Letizia Battaglia, fotoreporter e politica italiana
- Letizia Bonini, attrice italiana
- Letizia Camera, pallavolista italiana
- Letizia Ciampa, doppiatrice e attrice italiana
- Letizia De Torre, politica italiana
- Letizia Fusarini, attrice teatrale italiana
- Letizia Giss, attrice e ballerina italiana
- Letizia Meneghelli, schermitrice italiana
- Letizia Moratti, politica e manager italiana
- Letizia Murat, figlia di Gioacchino Murat
- Letizia Muratori, scrittrice e giornalista italiana
- Letizia Ortiz, regina di Spagna
- Letizia Quaranta, attrice italiana
- Letizia Raco, attrice e modella italiana
- Maria Letizia Ramolino, madre di Napoleone Bonaparte
- Letizia Scifoni, doppiatrice italiana

### Variante Letitia
- Letitia Elizabeth Landon, scrittrice e poetessa britannica
- Letitia Tyler, first lady statunitense
- Letitia Vriesde, atleta surinamese

### Variante Laetitia

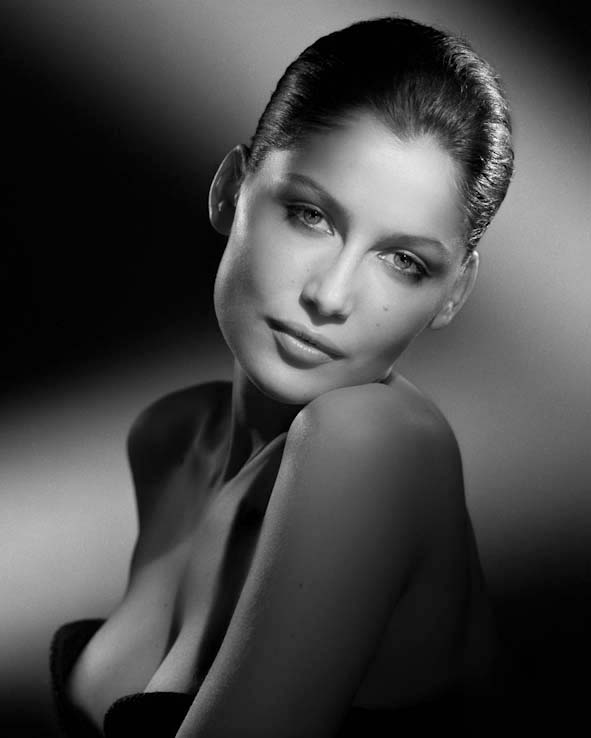
Laetitia Casta

- Laetitia Casta, supermodella e attrice francese
- Laetitia Darche, modella mauriziana
- Laetitia Meignan, judoka francese

### Variante Laëtitia
- Laëtitia Kamba, cestista francese
- Laëtitia Le Corguillé, BMXer francese
- Laëtitia Philippe, calciatrice francese
- Laëtitia Tonazzi, calciatrice francese

### Variante Lætitia
- Lætitia Bléger, modella francese
- Lætitia Moussard, cestista francese
- Lætitia Sadier, cantante e musicista francese

### Altre varianti
- Letty Aronson, produttrice cinematografica statunitense
- Letícia Birkheuer, modella brasiliana
- Tisha Campbell-Martin, attrice e cantante statunitense
- Lettice Knollys, nobildonna britannica
- Leticia Murray, modella messicana
- Letícia Román, attrice italiana

## Il nome nelle arti
- Leticia Ortiz è un personaggio della serie di film Fast and Furious.
- La principessa Letizia è un personaggio del film del 2013 Il principe abusivo, diretto da Alessandro Siani.